# Natàlia Cerezo
Natàlia Cerezo (Castellar del Vallès, 1985) és una narradora en llengua catalana. El seu primer llibre va guanyar el premi El Ojo Crítico de RNE de Narrativa 2018.

## Biografia
Va cursar estudis primaris i secundaris a Castellar del Vallès, on va conéixer el professor i també escriptor Josep Lluís Badal, amb qui va travar una amistat que dura fins avui. Llicenciada a Traducció i Interpretació a la Universitat Autònoma de Barcelona, treballa com a correctora i traductora.
El 2018 va publicar el seu primer llibre, una antologia de quinze relats titulada A les ciutats amagades. Escrit originalment en català, però també traduït al castellà, va veure la llum de la mà de l'editorial barcelonina Rata Books, dirigida per la també autora i editora Iolanda Batallé. D'ençà que va sortir, el llibre ha rebut crítiques molt positives. Sergi Pàmies –autor i especialista de narrativa breu– li va dedicar la seva columna al diari La Vanguardia, elogiant especialment el relat que tanca el volum.
Ha afirmat que entre els seus referents es troben Sylvia Plath, Virginia Woolf, Alice Munro, Ray Bradbury i Claire Keegan.

## Llibres

### Conte
- A les ciutats amagades (Rata Books, 2018)
- En las ciudades escondidas (Rata Books, 2018)
- Ara soc un llac (Empúries, 2024)
- Tˈestimo com la sal. Les filles parlen del pare. 19 relats i un conte, compendi de relats de diverses autores (Vienna Edicions, 2024)

### Novel·la
- I van passar tants anys (Rata Books, 2021)
- Y pasaron tantos años (Rata Books, 2021)

## Premis
- 2018: Premi 'El Ojo Crítico de RNE' de Narrativa 2018[2]